# Bo Strömstedt
Bo Eugén Strömstedt, född 4 maj 1929 i Vasa, Finland, död 24 juni 2016 på Södermalm i Stockholm, var en svensk publicist.

## Biografi
Bo Strömstedt föddes i Vasa. Han var son till pastorn i Pingstkyrkan Harald Strömstedt (1899–1971) och Hildur, född Helin (1898–1974). Fadern kom ursprungligen från Älgå församling i Arvika kommun i västra Värmland och utbildade sig i Vasa. Modern kom från Föglö på Åland. 
Strömstedt blev filosofie kandidat vid Lunds universitet 1950. Under studietiden var han verksam i Litterära studentklubben i Lund tillsammans med de poeter som kom att sammanföras som Lundaskolan. Han började som litteraturkritiker vid Expressen 1952–1960, och blev chef för dess kulturredaktion 1961–1976, chefredaktör 1977–1991 och professor i praktisk journalistik vid Göteborgs universitet 1992–1993. Han var styrelseledamot i Dagens Nyheter AB 1977–1986 och i Tidnings AB Marieberg 1986–1992. 
1998 bidrog Strömstedt också till flera avsnitt av Svenska krusbär, där han gjorde miniporträtt av poeter.

### Familj
Strömstedt var från 1953 gift med Margareta Strömstedt och blev far till Niklas och Lotten Strömstedt. Han avled 2016 efter en längre tids sjukdom. Bo Strömstedt är gravsatt på Maria Magdalena kyrkogård i Stockholm.

## Priser och utmärkelser
- 2008 – Aspenströmpriset